# Асоциация за взаимопомощ на бивши членове на Вафен-СС
Асоциацията за взаимопомощ на бивши членове на Вафен-СС (на немски: Hilfsgemeinschaft auf Gegenseitigkeit der Angehorigen der ehemaligen Waffen-SS или просто HIAG) е организация на ветерани, бивши членове на Вафен-СС.
Основана е през октомври 1951 г. във Федерална република Германия от Ото Кумм, пенсиониран генерал-майор. Организацията води кампании за правни и икономически мерки насочени към ветераните от Вафен-СС, на които е отнето правото да получават пенсии след обявяването на СС за престъпна организация по време на Нюрнбергските процеси.